# Yo Momma
Yo Momma är ett reality-TV-program på MTV som går ut på att förolämpa motståndaren med skämt om motståndarens mamma. Första säsongen började sändas 2006.
Wilmer Valderrama, känd tidigare från That '70s Show är programledare.